# Pertya rigidula
Pertya rigidula là một loài thực vật có hoa trong họ Cúc. Loài này được (Miq.) Makino miêu tả khoa học đầu tiên năm 1900.